# WKS 9 pac Siedlce
WKS 9 pac Siedlce – polski klub piłkarski z siedzibą w mieście Siedlce, działający w latach 1922–1933.

## Historia
Chronologia nazw:
- 1922: W.K.S. [Wojskowy Klub Sportowy] 9 pac [Pułku Artylerii Ciężkiej] Siedlce
- 1933: klub rozwiązano

Wojskowy Klub Sportowy przy 9 pac (9 Pułku Artylerii Ciężkiej), w skrócie W.K.S. 9 pac, został założony w Siedlcach nie wcześniej niż we wrześniu 1922 roku.
W 1926 roku drużyna występowała w rozgrywkach grupy Siedlce w Klasie C Warszawskiego Okręgowego Związku Piłki Nożnej (WOZPN). W 1927 zwyciężyła w grupie Siedlce Klasy B i potem w barażach wygrała z WKS 42 pp Białystok.
Od wiosny 1928 roku, po reorganizacji przeprowadzonej przez PZPN, drużyny piłkarskie z Siedlec uczestniczyły w rozgrywkach prowadzonych przez Lubelski OZPN (LOZPN). W debiutowym sezonie w Klasie A zespół zdobył wicemistrzostwo, a już jesienią następnego roku jako mistrz okręgu lubelskiego po raz pierwszy walczył, choć bez powodzenia, o awans do Ligi Polskiej. W 1930 zajął trzecie miejsce w Klasie A, a w 1931 był drugim. W 1932 roku okręgowa Klasa A została podzielona dwie grupy - lubelską i siedlecką. Po wygraniu grupy siedleckiej, jednak przegrał w finale okręgówki z Unią Lublin. W 1933 roku zespół został sklasyfikowany na drugiej pozycji w grupie Siedleckiej. W tabelach klasy A i B z sezonu 1934 zespół już nie figuruje, stąd wniosek, że sekcja piłki nożnej w klubie zaprzestała swoją działalność.

## Sukcesy

### Trofea międzynarodowe
Nie uczestniczył w rozgrywkach europejskich (stan na 31-05-2024).

### Trofea krajowe
| \| \| Zdobyte trofea w rozgrywkach Polski (stan na: 31-05-2024) \| |                                                           |      |                                                      |
| Rozgrywki                                                          | Osiągnięcie                                               | Razy | Sezon(y)                                             |
| Mistrzostwo                                                        | I miejsce                                                 | 0    |                                                      |
| Mistrzostwo                                                        | II miejsce                                                | 0    |                                                      |
| Mistrzostwo                                                        | III miejsce                                               | 0    |                                                      |
| Puchar                                                             | zdobywca                                                  | 0    |                                                      |
| Puchar                                                             | finalista                                                 | 0    |                                                      |
| II liga                                                            | I miejsce                                                 | 1    | 1929 (gr.Lublin)                                     |
| II liga                                                            | II miejsce                                                | 3    | 1928 (gr.Lublin), 1931 (gr.Lublin), 1932 (gr.Lublin) |
| II liga                                                            | III miejsce                                               | 1    | 1930 (gr.Lublin)                                     |
| Polska                                                             | Zdobyte trofea w rozgrywkach Polski (stan na: 31-05-2024) |      |                                                      |

- Warszawska Klasa B
  - mistrz (1): 1927 (gr.Siedlce)

## Poszczególne sezony

### Rozgrywki międzynarodowe

#### Europejskie puchary
Klub nie uczestniczył w rozgrywkach europejskich.

### Rozgrywki krajowe
| \| Polska \| Bilans występów klubu w rozgrywkach piłkarskich Polski (Stan na 31 maja 2024 r.) \| \| |                                                                                  |        |       |   |   |   |    |    |     |           |        |        |      |
| Poziom                                                                                              | Rozgrywki                                                                        | Sezony | Mecze | Z | R | P | B+ | B– | Pkt | Lata      | Awanse | Spadki | Naj. |
| I                                                                                                   | Liga                                                                             | 0      |       |   |   |   |    |    |     |           |        |        |      |
| II                                                                                                  | Klasa A / Liga Okręgowa                                                          | 6      |       |   |   |   |    |    |     | 1928–1933 | 0      | 0      | 1    |
| III                                                                                                 | Klasa B / Klasa A                                                                | 1      |       |   |   |   |    |    |     | 1927      | 1      | 0      | 1    |
| IV                                                                                                  | III liga / Klasa C / Klasa B                                                     | 1+     |       |   |   |   |    |    |     | 192?–1926 | 1      | 0      | ?    |
| | Puchar Polski                                                                    | 0      |       |   |   |   |    |    |     |           |        |        |      |
| Polska                                                                                              | Bilans występów klubu w rozgrywkach piłkarskich Polski (Stan na 31 maja 2024 r.) |        |       |   |   |   |    |    |     |           |        |        |      |

## Struktura klubu

### Stadion
Drużyna rozgrywała swoje mecze domowe w Siedlcach na boisku dywizyjnym.

## Kibice i rywalizacja z innymi klubami

### Derby
- KS Gwiazda Siedlce
- KS Strzelec Siedlce
- TUR Siedlce
- WKS 22 pp Siedlce
- ŻKS Maccabi Siedlce
- ŻKS Kadimah Siedlce
- ŻKS Kraft Siedlce